# Государственный совет Дагестана
Государственный Совет Республики Дагестан — высший исполнительный орган государственной власти Республики Дагестан в 1994 — 2006 годах, утверждённый Постановлением Верховного Совета Республики Дагестан от 16 августа 1994 г. согласно Закону «О Государственном Совете Республики Дагестан».
В его состав входили 14 человек: Председатель Госсовета, Председатель Правительства в качестве заместителя председателя Госсовета и др. лица, избранные Конституционным собранием Республики Дагестан с учётом многонационального состава населения республики (в состав Госсовета РД не могло входить более одного представителя одной национальности). Госсовет избирался на четыре года.
В 1998 году здание Госсовета было взято штурмом толпой протестующих.
Постановлениями Народного Собрания Республики Дагестан от 20 февраля 2006 года №№ 63, 64, 65 и в соответствии с Конституцией Республики Дагестан, принятой 10 июля 2003 года, полномочия Госсовета были прекращены.